# Maher
Maher je priimek v Sloveniji in tujini. Po podatkih Statističnega urada Republike Slovenije je na dan 1. januarja 2010 v Slovenjiji uporabljalo ta priimek v  167 oseb.  

## Znani slovenski nosilci priimka
- Igor Maher (1963-2009), gornik, kolesar, fotograf, publicist, biolog, raziskovalec (paraplegik)
- Igor Maher (*1967), policist, informatik, politik
- Marjan Maher (*1932), televizijski (filmski) urednik, cineast, publicist
- Marko Maher (1921-1980), gledališki kipar
- Nevenka Maher, doktorica poslovnih ved, upok. dekanja Fakultete za poslovne in upravne vede Novo mesto
- Polona Maher (*1971), kiparka, slikarka, lik.pedagoginja
- Tomaž Maher (*1955), inženir gradbeništva, univerzitetni sodelavec
- Vesna Maher (*1965), igralka, prevajalka
- Vladimir Maher (*1957), brigadir SV, veteran vojne za Slovenijo

## Znani tuji nosilci priimka
- Ahmed Maher (1935—2010), egiptovski politik, nekdanji zunanji minister
- Lily Maher (*1983), avstralska rokometašica
- Bill Maher (*1956), ameriški igralec
- Bill Maher (*1946), ameriški veslač
- Joseph Maher (1933—1998), irsko-ameriški igralec
- Sean Maher (*1975), ameriški igralec